# Detlef Hegemann (Unternehmen)
Die Detlef Hegemann Aktiengesellschaft ist die Konzernmutter der Hegemann Gruppe, einer deutschen Industrie- und Dienstleistungsgruppe. Die Gruppe ist in den Sparten Construction, Industrie und Touristik überregional tätig.

## Geschichte
Der Ursprung der Unternehmensgruppe liegt in der Baubranche. Im Jahr 1914 gründete August Reiners die gleichnamige Bauunternehmung mit der Spezialisierung auf Tiefbauarbeiten in Bremen. Von 1973 bis 2006 stand die Hegemann Gruppe unter der Leitung von Detlef Hegemann, dem Enkel von August Reiners.
Nach der politischen Wende in der DDR expandierte die Hegemann Gruppe in die neuen Bundesländer. 1992 erwarb die Unternehmensgruppe die Wolgaster Peene-Werft und vier Unternehmen der ELBO-Bau-Gruppe, die aus ehemaligen Wohnungsbaukombinaten entstand. Von diesen vier Unternehmen existiert heute nur noch die August Reiners Bauunternehmung GmbH, ehemals die August Reiners Bauunternehmung und Naßbaggerei GmbH Wolgast. Bis 1994 war sie mit 30 Prozent an der Stralsunder Volkswerft beteiligt, deren Anteile sie dann an den Bremer Vulkan veräußerte. Im Jahr 2007 verschmolz die August Reiners Bauunternehmung und Naßbaggerei GmbH Wolgast im Rahmen einer strategischen Neuausrichtung der Bauaktivitäten der Hegemann Gruppe mit den Niederlassungen Schälerbau Berlin GmbH, August Reiners Bauunternehmung GmbH und Alfred Kunz Untertagebau München.
Im selben Jahr übernahm die Hegemann Gruppe von der dänischen Unternehmensgruppe A. P. Møller-Mærsk die Stralsunder Volkswerft GmbH, die 2010 auf neue Eigentümer übergehen sollte. Im selben Jahr wurde die Detlef Hegemann Rolandwerft GmbH & Co. KG an die Bremer Lürssen-Gruppe verkauft.
Alleinige Aktionäre der Hegemann Gruppe sind heute die beiden gemeinnützigen Stiftungen von Detlef und Ursula Hegemann.

## Gesellschaften und Niederlassungen der Hegemann Gruppe

### Construction
- August Reiners Holding GmbH, Bremen
- August Reiners Bauunternehmung GmbH, Bremen
- Detlef Hegemann Immobilien Management GmbH, Bremen[1]

### Industrie
- Hegemann GmbH, Bremen
- Detlef Hegemann GmbH, Bremen
- Detlef Hegemann Umwelttechnik GmbH, Bremen
- Detlef Hegemann B.V., Winschoten
- Metallverarbeitung GmbH, Groß Plasten[1]

### Touristik
- MV Hotel + Touristik GmbH, Rostock
- Stern und Kreis Gastronomie und Service GmbH, Berlin
- Stern und Kreisschiffahrt GmbH, Berlin
- Stern und Kreis Wassertaxi GmbH, Berlin[1]

## Leistungsbereiche
Die Kernkompetenzen der Gesellschaften und Niederlassungen im Bereich Construction liegen heute im Straßen-, Tief- und Kanalbau, im Brücken- und Tunnelbau sowie im Hoch- und Ingenieurbau. Das Portfolio wurde mit der Zeit um den industriellen Rohrleitungs- und Anlagenbau für Versorger und Industrieunternehmen und die Bauwerkserhaltung erweitert. Ferner wird das Dienstleistungsangebot des Bereiches durch das Immobilienmanagement im Bereich der Projektentwicklung sowie Immobilienvermarktung ergänzt.
Die Sparte Industrie umfasst Leistungen im Bereich der Nassbaggerei, wie die Unterhaltung von Häfen und Schifffahrtswegen sowie Landgewinnung und Strandvorspülungen. Zu den Tätigkeiten im Tätigkeitsfeld der Umwelttechnik gehören Lösungen zur Wiederverwertung von Reststoffen, deren Zerlegung, Aufbereitung und Wiederverwendung in anderen Wirtschaftssektoren einen Teil der täglichen Arbeit der Hegemann Gruppe bilden. Zu den umwelttechnischen Tätigkeiten gehören zudem unter anderem die Aufbereitung und Immobilisierung von Gewässersedimenten, die Schlickentwässerung sowie bodenmechanische Untersuchungen. Außerdem bietet die Unternehmensgruppe Dienstleistungen im Bereich der Stahlbearbeitung, der Schlackenaufbereitung sowie des innerbetrieblichen Coil-Transportes. Die hauseigene Werft umfasst neben dem klassischen Leistungsprofil einer Binnenwerft auch Innovationen im Bereich der maritimen Fertigung.
Mit der Stern und Kreisschiffahrt GmbH gehört eine Berliner Fahrgastreederei zum Geschäftsbereich Touristik.

## Ehemalige Tochterunternehmen
- Rolandwerft (bis Juni 2010)
- Volkswerft Stralsund GmbH, Stralsund (Juli 2007 bis Juni 2010)
- Peene-Werft GmbH, Wolgast (bis Juni 2010)